# Třída Brahmaputra
Třída Brahmaputra (jinak též Projekt 16A) je třída fregat indického námořnictva. Jedná se o druhou vylepšenou sérii indických fregat třídy Godavari. Jejich hlavním úkolem jsou protilodní a protiponorkové operace. K roku 2024 všechny tři zůstávaly v aktivní službě. Fregaty této třídy postihly dvě vážné havárie. V roce 2016 se v doku převrátila fregata Betwa (roku 2020 byla opravena) a roku 2024 se během údržby převrátila fregata Brahmaputra.

## Stavba

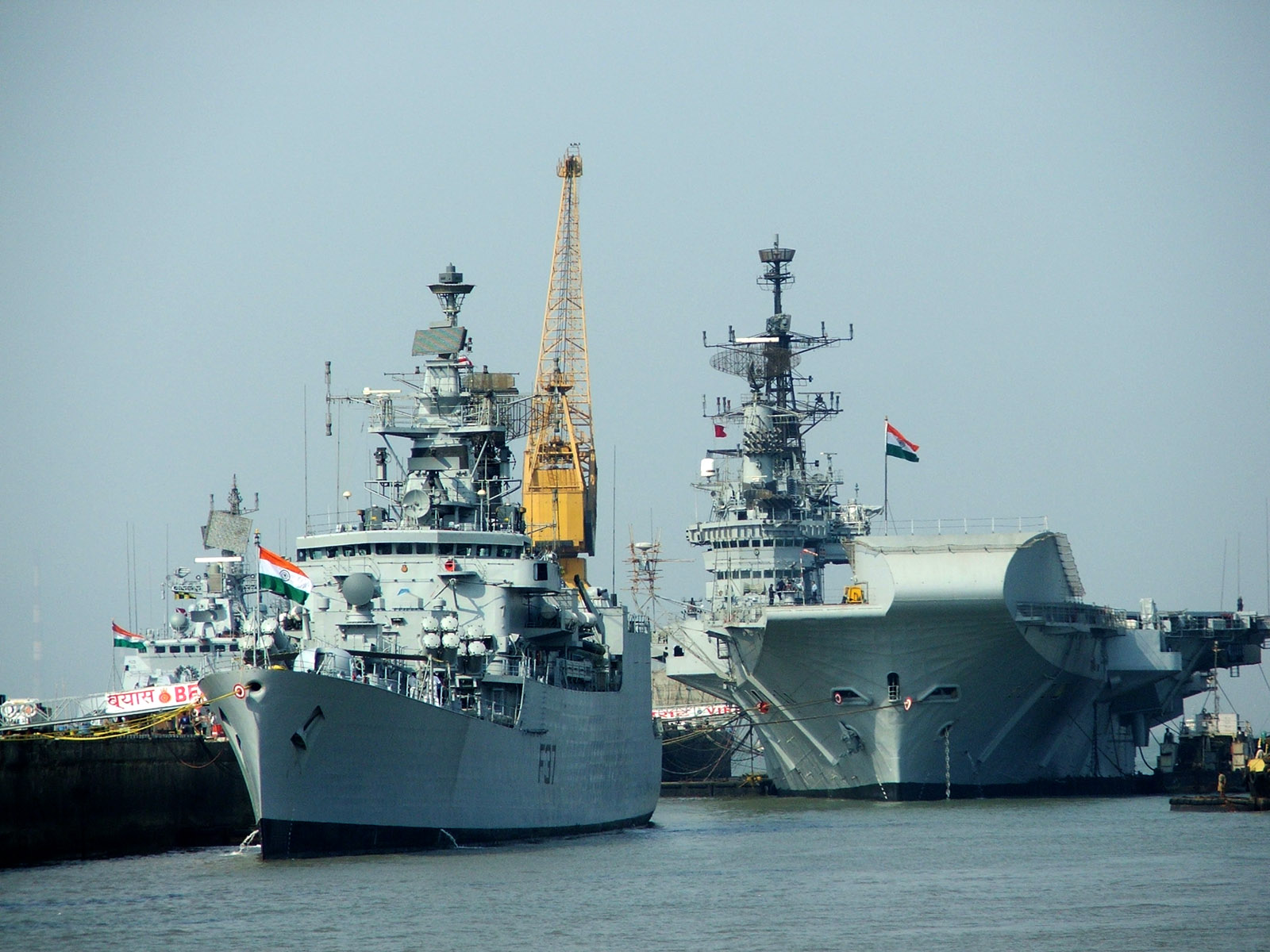
Fregata Beas (F37) a letadlová loď INS Viraat

Stavba fregat byla zadána domácí loděnici Garden Reach Shipbuilders & Engineers. Stavba první jednotky Brahmaputra byla zahájena v roce 1989, přičemž dokončení lodě trvalo plných 11 let. V letech 2000–2005 tak do služby vstoupily tři jednotky, pojmenované Brahmaputra (F31), Betwa (F39) a Beas (F37).
Jednotky třídy Brahmaputra:
| Jméno             | Zahájení stavby | Spuštěna           | Vstup do služby   | Status |
| ----------------- | --------------- | ------------------ | ----------------- | --- |
| Brahmaputra (F31) | 1989            | 29. ledna 1994     | 14. dubna 2000    | Dne 22. července 2024 během údržby v Bombaji začala hořet a převrátila na levobok. Další osud plavidla je nejasný. |
| Betwa (F39)       | 1994            | 26. února 1998     | 7. července 2004  | Dne 5. prosince 2016 se loď převrátila v doku. Do služby se vrátila roku 2020. Aktivní.                            |
| Beas (F37)        | 1998            | 28. listopadu 2000 | 11. července 2005 | Aktivní. |

## Konstrukce

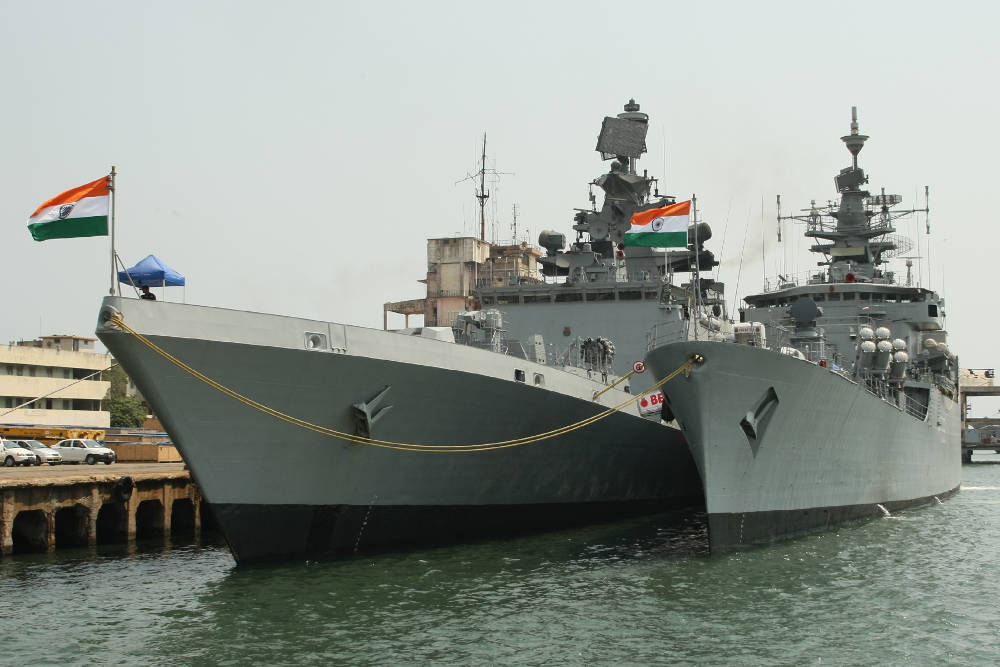
Indické fregaty Shivalik (F47) a Betwa (F39)

Hlavňovou výzbroj představuje jeden 76mm kanón OTO Melara Seper Rapid v dělové věži na přídi. Za dělovou věží jsou umístěny čtyři čtyřnásobné vypouštěcí kontejnery KT-184 nesoucí protilodní střely Ch-35 a tři osminásobná vertikální vypouštěcí sila nesoucí protiletadlové řízené střely Barak 1. Bodovou obranu zajišťují čtyři systémy AK-630 s 30mm kanóny. K boji proti ponorkám slouží dva trojhlavňové 324mm torpédomety ILAS 3, ze kterých jsou odpalována protiponorková torpéda Whitehead A244S či AET. Na zádi fregat je přistávací plošina a hangár pro dva vrtulníky Sea King či Chetak. Pohonný systém tvoří dva kotle a dvě parní turbíny BHEL Bhopal. Lodní šrouby jsou dva. Nejvyšší rychlost přesahuje 30 uzlů.

### Modernizace
Indická loděnice Cochin Shipyard Limited získala zakázku na střednědobou modernizaci fregaty Beas. Její součástí bude modernizace výzbroje, vybavení a přestavba fregaty na dieselový pohon. Dokončení modernizace je plánováno na rok 2026.

## Služba

### Havárie fregatyBetwa

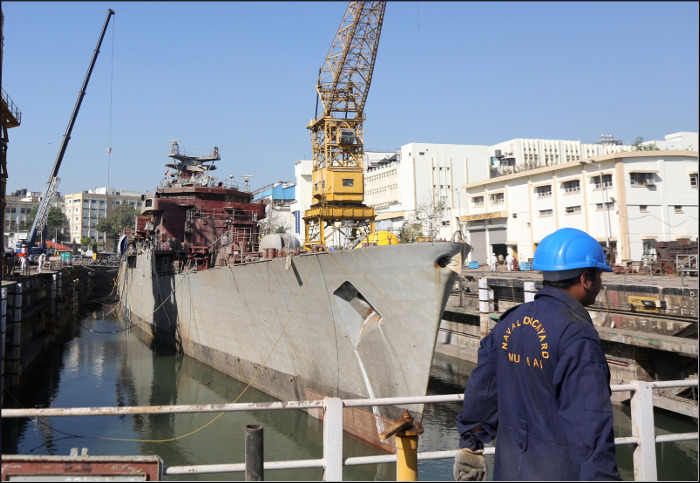
Fregata Betwa (F39) se roku 2016 převrátila v suchém doku

Fregata Betwa se dne 5. prosince 2016 převrátila v suchém doku, kde od dubna 2016 procházela střednědobou modernizací. Dva lidé při nehodě zemřeli. Čtrnáct jich bylo zraněno. V únoru 2017 se, s pomocí specializované firmy Resolve Marine, podařilo plavidlo vrátit do vzpřímené polohy. Indické námořnictvo plánovalo, že fregata se do dubna 2018 vrátí do služby. Nakonec se do služby vrátila roku 2020.

### Havárie fregatyBrahmaputra
Dne 22. července 2024 fregata Brahmaputra procházela údržbou na námořní základně v Bombaji. Na plavidle vypukl požár, v jehož důsledku se převrátilo na levobok. Jedna osoba byla pohřešována.